# Revelación (álbum)
Revelación es el segundo álbum de estudio de la banda de rock peruano Zen. El primer sencillo "Miénteme" lanzado en 2005 tenía un estilo bastante alternativo el cual tuvo su video realizado por Claudio Duran y para 2006 tras la partida de Diego Larrañaga en el bajo y el ingreso de Noel Marambio la banda lanzaría su segundo y uno de sus más exitosos sencillos: "Quédate", la única balada de este álbum bastante roquero, su video  tuvo bastante rotación por cadenas internacionales como MTV y cadenas nacionales. 

## Lista de canciones
1. Memoria
2. Más de lo que puedas imaginar
3. Despertar
4. Quédate
5. Lejos de casa
6. Todo
7. Miénteme
8. Sálvame
9. Quien te eligió

## Integrantes
- Jhovan Tomasevich - voz y guitarra
- Alec Marambio - primera guitarra
- Diego Larrañaga/Noel Marambio - bajo
- Giorgio Bertoli - batería